# Rockstar Dundee
Rockstar Dundee (ранее — Ruffian Games) — британская компания, разработчик компьютерных игр, располагающаяся в Данди, Шотландия. Основанная в апреле 2008 года Гэри Лиддоном, Билли Томсоном и Гаретом Нойсом, компания наиболее известна по разработке Crackdown 2, которая была выпущена в 2010 году. В октябре 2020 года Ruffian Games стала частью Rockstar Games, сменив название на Rockstar Dundee.

## История
Ruffian Games была основана в апреле 2008 года Гэри Лиддоном (англ. Gary Liddon), Билли Томсоном (Billy Thomson) и Гаретом Нойсом (Gareth Noyce). Лиддон и Томсон взяли на себя роли главы студии и креативного директора соответственно. Команда состояла из разработчиков, которые «работали над такими играми, как Crackdown, Fable II и Project Gotham Racing». Первоначально в состав Ruffian Games входили, в частности, представители Realtime Worlds и Xen Studios. Однако до официального анонса ходили слухи о том, что студия разрабатывает сиквел к игре Crackdown, которая была разработана Realtime Worlds. Ещё в декабре 2008 года появились слухи, что Ruffian Games была создана для разработки продолжения Crackdown. В свете этих слухов Realtime Worlds опубликовала заявление, в котором утверждала, что они «продолжают вести переговоры с Microsoft о продолжении Crackdown, хотя никаких предложений сделано не было». Слухи, однако, вытеснили Ruffian Games с позиции разработчика, финансируемого Microsoft.
После этого не было много новостей, связанных с проектом, над которым работала студия. Разработчик держал свой текущий проект в секрете: «Сейчас мы находимся в полном цикле разработки, нам не терпится поделиться фантастической работой, которую продюсируют эти ребята» — заявил Лиддон. 22 мая 2009 года было объявлено, что разработчик добавил в свою команду 15 новых сотрудников.
На конференции Microsoft на E3 2009 года Ruffian Games анонсировала свой проект — Crackdown 2, который был выпущен 6 июля 2010 года в Северной Америке.
Сообщалось, что разработчик работает над перезагрузкой серии Streets of Rage для Sega. Однако бывший сотрудник Шон Нунан (Sean Noonan), подтвердив слух об игре, заявил, что это прототип, разработанный небольшой группой сотрудников за восемь недель.
19 февраля 2013 года Ruffian Games представили свой новый самостоятельно изданный проект Tribal Towers. Они также подтвердили, что в настоящее время не работают над продолжением франшизы Crackdown.
27 января 2014 года Ruffian Games объявила, что Tribal Towers развилась в новый проект под названием Game of Glens. Он был анонсирован вместе с новым предприятием Square Enix — «Collective», в котором это была одна из трёх стартовых игр, за которые пользователи могли проголосовать для того, чтобы повысить интерес к игре.
12 августа 2014 года Ruffian Games представила Hollowpoint для PlayStation 4 и PC во время пресс-конференции Sony на Gamescom. Игра должна была быть издана Paradox Interactive. Однако Ruffian объявила о прекращении сотрудничества с Paradox в марте 2016 года, и разработка игры была приостановлена.
В октябре 2019 года было объявлено, что компания работает совместно с Rockstar Games над несколькими предстоящими играми, которые пока не анонсированы.
В октябре 2020 года компания была приобретена Take-Two Interactive и стала частью Rockstar Games под названием Rockstar Dundee.

## Разработанные игры
| Год  | Название       | Платформы | Издатель          |
| ---- | -------------- | --------- | ----------------- |
| 2010 | Crackdown 2    | Xbox 360  | Microsoft Studios |
| 2012 | Kinect Playfit | Xbox 360  | Microsoft Studios |
| 2017 | Fragmental     | Windows   | Ruffian Games     |
| 2019 | RADtv          | Windows   | Ruffian Games     |

### Дополнительная разработка
| Год  | Название                               | Основной разработчик | Платформы                          | Издатель          |
| ---- | -------------------------------------- | -------------------- | ---------------------------------- | ----------------- |
| 2012 | Kinect Star Wars                       | Terminal Reality     | Xbox 360                           | Microsoft Studios |
| 2012 | Nike+ Kinect Training                  | Sumo Digital         | Xbox 360                           | Microsoft Studios |
| 2013 | Kinect Sesame Street TV (второй сезон) | Soho Productions     | Xbox 360                           | Microsoft Studios |
| 2014 | Kinect Sports Rivals                   | Rare                 | Xbox One                           | Microsoft Studios |
| 2014 | Halo: The Master Chief Collection      | 343 Industries       | Xbox One, Xbox Series X/S, Windows | Microsoft Studios |
| 2019 | Crackdown 3: Wrecking Zone             | Elbow Rocket         | Xbox One, Windows                  | Microsoft Studios |